# Objetiva (óptica)

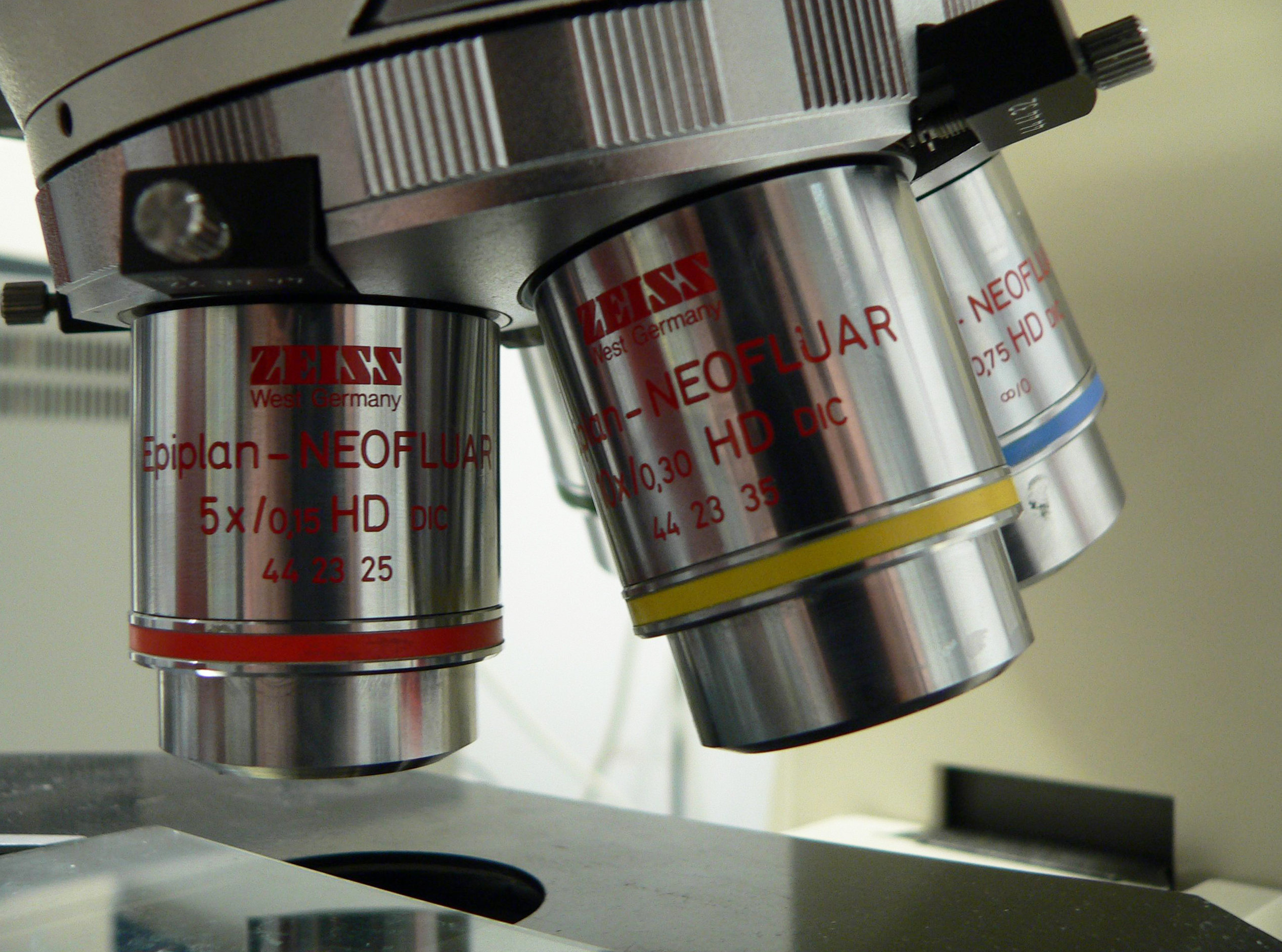
Objetivas de um microscópio.

 As objetivas são os elementos ópticos sobre os quais a luz vinda do objeto observado incide diretamente. Geralmente são conjuntos de lentes ou espelhos posicionados de tal modo a corrigirem aberrações cromáticas, possuírem bom poder de resolução, permitirem um contraste adequado de tons, possuírem uma distância focal e permitirem ajuste de foco, de modo com que o observador possa usufruir das suas possibilidades. Estas lentes utilizadas podem ser convergente ou divergente e de borda delgada, fina ou espessa. Elas também podem ser divididas entre lentes objetivas secas e objetivas de imersão, estas podendo ser de imersão em óleo ou de imersão em água.
A objetiva de um telescópio óptico, por exemplo, é em geral um grande espelho de superfície com forma aproximadamente paraboloidal (em geral uma superfície cônica de revolução) ou uma lente composta de dois ou mais elementos. Quando a objetiva é destinada a finalidades especiais em astronomia, como para uma câmera astronômica, é comum que a objetiva seja um sistema óptico composto de lentes e espelhos, como é o caso das câmeras rápidas do tipo Smith.
Outras utilizações clássicas são feitas em microscópios ópticos e câmeras fotográficas e de vídeo.